# H∞제어이론
H∞제어이론(H-infinity control theory)은 외란신호의 영향을 억제하는 제어계를 구축하게 위한 제어이론이다. 이 제어이론은 1980년대에 연구가 진행되어 1989년쯤 완성되었다. H∞ 노름이라고 불리는 노름에 의해 전달함수를 평가하여, 그것이 희망하는 값보다 작게 되도록 함으로써 목표하던 성능을 달성시킨다. 구체적으로는 일반화 플랜트라고 불리는 제어입력, 외란입력, 제어출력, 평가출력 4개의 출력을 가지는 범용적인 제어모델을 대상으로, 제어출력으로부터 제어입력에 적절한 피드백을 적용함으로써 외란입력으로부터 평가출력까지의 전달함수의 H∞ 노름을 작게 하는 제어계 설계 순서를 갖는다. 제어대상의 불확실한 부분을 외란신호로 다루어, 모델의 불확실함의 영향을 억제하는 제어계이다. 이렇게 예상한 모델(노미널 모델이라고 부름)로부터의 오차에 대해서도 유효한(안정성을 잃지 않는)성질을 로버스트성(견고성, 안정성)이라고 부른다.
여태까지의 현대제어론은 모델이 정확해야 한다는 것을 전제하고 있었기 때문에, 모델화 오차가 있는 시스템에 대해서 성능을 보장하지 않았지만, H∞제어는 로버스트성에 의해 다소 적당한 동정으로도 괜찮을 정도가 된 것, 주파수 영역에서의 설계가 되었기 때문에 고전제어에 익숙한 기술자가 용이하게 설계할 수 있다는 점으로부터, 산업계에서 적극적으로 채택하여, 이론과 현장의 거리를 좁혔다고도 일컬어지고 있다.

## 같이 보기
- 하디 공간